# Vladimir Ivković
Vladimir Ivković (* 25. Juli 1929 in Niš; † 10. März 1992 in Zagreb) war ein jugoslawischer Wasserballspieler, der mit der Wasserball-Nationalmannschaft zwei olympische Silbermedaillen gewann.  Bei Wasserball-Europameisterschaften gewann er mit dem Nationalteam 1954 Silber.

## Karriere
Vladimir Ivković spielte für VK Jug Dubrovnik, Mladost Zagreb und VK Partizan Belgrad.
Bei den Olympischen Spielen 1952 in Helsinki gewannen die Jugoslawen ihre Vorrundengruppe vor den Niederländern. In der Finalrunde siegten die Ungarn vor den Jugoslawen und den Italienern. Der direkte Vergleich zwischen den Ungarn und den Jugoslawen hatte Unentschieden mit 2:2 geendet. Die Ungarn erhielten die Goldmedaille dank ihrer Tordifferenz. Ivković war in drei von neun Spielen dabei. Zwei Jahre später bei der Europameisterschaft 1954 in Turin gewannen die Ungarn wieder mit der besseren Tordifferenz vor den Jugoslawen. Vladimir Ivković warf in der Finalrunde einen Treffer gegen die Niederländer. 1956 beim Olympiaturnier in Melbourne gewannen einmal mehr die Ungarn vor den Jugoslawen. Diesmal unterlagen die Jugoslawen im direkten Vergleich mit 1:2. Vladimir Ivković wurde in zwei Spielen eingesetzt.
Vladimir Ivković war später als Schiedsrichter tätig. Bei den Olympischen Spielen 1972 war er Referee beim Spiel der Mannschaft aus der Sowjetunion und der aus Spanien.